# 黑素斯
黑素斯，本名為赫蘇斯·特拉佩羅（西班牙語：Jesús Trapero）或赫蘇斯·桑多瓦爾（Jesús Sandoval），出生於西班牙馬德里。現為臺灣YouTuber、演員、西班牙語教師。截至2021年8月25日在YouTube頻道訂閱者為35.1萬及35,200,986次觀看次數。大部分題材源自生活中所觀察到的台灣社會現象。

## 個人經歷
黑素斯自小熱愛東方文化，因想更加深入體驗喜愛的文化及全中文語言環境，於2006年飛至台灣唸書。原本僅規劃暫居一段時間，卻於畢業後定居下來至今已有十餘年。常自稱為臺灣台北台電大樓人、天龍國人。因經常被觀眾詢問「什麼時候要回西班牙？」，故而多次在影片中公開回覆「我家就在台灣！不要再叫我回西班牙了」。擁有西班牙馬德里內布里哈大學（Nebrija University ）學士學位、西班牙語教學語言碩士（Maestría en Lingüística Aplicada del Español como Lengua Extranjera）學位以及實際教學資歷。
黑素斯的YouTuber生涯於2011年展開，首支百萬觀看次數的影片為2014.6.6上傳的「台灣人的口頭禪」。
於2018.09.19第一次加入2分之一強電視/網路節目。

## 風格及特色
最初會開始拍影片上傳YouTube，是為了和學生分享《阿兜仔教你課本上學不到的西班牙文！》。後來進一步加入自己觀察到的台灣社會現象，例如《台灣人對老外的分類》、《台灣人怕外國人》、《ㄈㄈ尺 （CCR：Cross Cultural Romance）》等，點出許多常被台灣當地民眾忽略的現象。經由長期經營及多次嘗試，以幽默自嘲且無厘頭的風格逐漸受到歡迎。
除了與好友合製影片並自己寫腳本外，黑素斯時常在影片中穿插小劇場。經常一人分飾多角，例如黑貓Miko、黑素貓、身上非常多配件的阿嬤、穿上台灣北一女中的小綠綠制服、虛擬哥哥José…等。

## YouTuber之路
從2011年12月起與具有電影製作專長的法籍好友Thomas開始拍攝《阿兜仔教你課本上學不到的西班牙文！》、上傳影片至YouTube。
2012年開始拍攝《阿兜仔不教美語！》系列，固定於每週五晚上上傳影片。改以台灣社會觀察為題，陸續發表了《台灣人跟台灣人講英文》、《下班，就是下班！》、《解碼台灣人說話》等影片作品，除了獲得了更廣大的觀眾支持，也引起新聞媒體轉載其內容
他開始和觀眾分享明顯較具爭議性的話題。如曾引起許多觀眾認為有歧視意味的玖壹壹《歪國人》MV、跨文化戀愛等。在2016年婚姻平權修法引發各界爭議時，他也發表了《台灣同志婚姻？摩天輪也可以結婚嗎？》鼓勵觀眾以更開放的態度面對與自己不同的人事物。 
2016年與東森電視台合作，在頻道播出《黑素斯の熱吵店》談話性網路節目。在具台灣在地特色的熱吵店，以各種不同的文化差異為議題，訪問來自不同國家的來賓。
除此之外，他個人也開始推出新的短片系列《挖啥米！》「開箱」或「解析」他所喜歡的人事物。同年，他開始邀請其他行業領域的代表參與談話性節目，並在Facebook LIVE直播。
2018年6月，他宣布暫停拍攝新片，暫時將分享重心轉移至Instagram，表示希望能給自己多一些時間，思考新的發展方向。
2018年10月，開始上傳新節目《COW杯の星期一》，12月上傳闊別六個月以來的第一支《阿兜仔不教美語！》節目影片。
並於2018/12/31、2019/1/1連續公開二支影片，談2018的心路歷程，以及2019年的計劃。在影片中提到目前正在籌備個人品牌，於2019年春節後，陸續啟動並在Instagram上揭露相關的初步企劃。
2019年4月於影片中正式公開「DAMN I LOVE TAIWAN」個人品牌、頻道節目系列。
在個人頻道中，共經營有下列節目(截至2019年6月)：
DAMN I LOVE TAIWAN
COW杯の星期一
阿兜仔不教美語
黑VLOG

## 演出作品

### YouTube頻道節目
| 年份   | 名稱                                                        |
| ------ | ----------------------------------------------------------- |
| 2011年 | 《阿兜仔教你課本上學不到的西班牙語 》                       |
| 2012年 | 《阿兜仔不教美語 》                                         |
| 2012年 | 《Cómo ligar en chino. Manual para principiantes by Jesús》 |
| 2015年 | 《黑素斯的明信片》                                          |
| 2015年 | 《黑素斯の熱吵店》                                          |
| 2016年 | 《挖蝦米？》                                                |
| 2016年 | 《阿兜仔Live》                                              |
| 2017年 | 《西文街（簡單西班牙文）》                                  |
| 2017年 | 《西班牙文初級1 假裝會》                                    |
| 2017年 | 《CHINO DE VERDAD》                                         |
| 2017年 | 《黑VLOG》                                                  |
| 2017年 | 《HACKING TAIWAN (中文字幕)》                               |
| 2018年 | 《COW杯の星期一》                                           |
| 2019年 | 《DAMN I LOVE TAIWAN》                                      |

### YouTuber合作影片
| 日期       | 合作頻道                | 主題 |
| 2015.5.3   | 蔡阿嘎                  | 十秒看完復仇者聯盟2 Avengers (蔡阿嘎+這群人+Duncan+馬叔叔+江佩諭+鯰魚哥+黑素斯+頑Game)                                           |
| 2015.6.18  | 噪咖EBCbuzz             | 看黑素斯 杜力 華安祖 姜安蓉過端午 老外吃粽子大體驗                                                                               |
| 2015.8.12  | 噪咖EBCbuzz             | 讓黑素斯告訴你 外國人最喜歡吃哪一家pizza                                                                                         |
| 2016.7.1   | 咬人Biting-Man          | 〔巴特靠么〕用電影形容性生活II（網紅篇）                                                                                         |
| 2017.11.15 | Mira's Garden           | 【台灣VLOG】跟木下佑香去台北！(黑素斯/阿福/世大運Samery) ｜Mira                                                                  |
| 2017.11.17 | Mira's Garden           | 【VLOG】在台北被告白了....？ ft 黑素斯的西班牙文教學｜ Mira                                                                      |
| 2017.11.20 | Mira's Garden           | 【台灣VLOG】聽說台灣的便利商店無所不能？跟西班牙人約會都會遲到一小時是正常？！｜Mira                                             |
| 2017.12.12 | 超強系列SuperAwesome    | 2017 YouTuber最崇拜的YouTuber竟然是...!?｜超強系列｜YouTube年終歡樂會                                                            |
| 2017.12.17 | Mira's Garden           | 【台灣VLOG】幾乎全台YouTuber都來了阿！YouTube年終派對！｜Mira                                                                    |
| 2017.12.31 | I'm 鹹魚爸              | VLOG 20171231｜Starbucks早餐｜不教美語的老外來改elos｜101跨年空拍改編版｜幸福共好新年快樂｜                                      |
| 2018.1.6   | I'm 鹹魚爸              | VLOG 20180106｜雨天滑獨輪｜氮氣咖啡實驗 feat. 虎記商行 ＋ 黑素斯 咖啡喝到醉｜                                                    |
| 2018.1.11  | I'm 鹹魚爸              | VLOG 20180111 ｜Canon 80D首摸 feat. 阿兜仔黑素斯｜為什麼大悠遊卡能使用？｜又有二樣新品可開箱｜告訴你elos電動滑板會壞什麼東西？｜ |
| 2018.1.11  | 虎記商行                | 星期五咖啡日 EP3 -驚奇氮氣瓶 bubblingplus ft.鹹魚爸,黑素斯                                                                       |
| 2018.1.18  | 世新性別研究所          | 05 106年1月4日黑素斯－性別會客室：性、愛情、性別平等與其他你一直想問阿兜仔的事情                                                 |
| 2018.3.7   | LoganDBeck 小貝         | 台灣糖果好吃嗎？+ 黑素斯! Taiwanese Candy (ft. Jesus 阿兜仔不教美) (4K) - Life in Taiwan #120｜                                  |
| 2018.4.15  | 虎記商行                | 杯測流程簡述 / 西班牙文的「好棒棒」怎麼說？ ft.黑素斯                                                                            |
| 2018.6.5   | 虎記商行                | 黑素斯 馬上醒配方發表！ |
| 2018.6.15  | I'm 鹹魚爸              | ｜elos滑板咖啡聚｜黑素斯馬上醒配方由來 feat. 虎記商行                                                                            |
| 2018.6.15  | 虎記商行                | 寧波東街小霸王 Vlog #5 馬上醒來溜滑板 ft.黑素斯 鹹魚爸                                                                           |
| 2018.11.30 | LoganDBeck 小貝         | [小貝PK黑素斯] 台東旅遊比賽（客家美食 ）// Discover Taitung (4K) - Life in Taiwan #179                                           |
| 2019.1.3   | 虎記商行                | 薑汁拿鐵 - 星期五咖啡日EP50 |
| 2019.1.14  | lifeintaiwan            | 與黑素斯一起泡餅乾 BISCUIT dunking with JESUS!!                                                                                  |
| 2019.3.13  | 楊元慶 無法取代的溜溜球 | 街頭作品實驗室 驚喜討論區 ft.張志祺、黑素斯、臥蠶、廖威廉                                                                        |
| 2019.5.18  | Ku's dream酷的夢-       | 史上最廢龍舟隊！外國Youtuber在台灣都不運動嗎？9 YOUTUBERS ON DRAGON BOAT CHALLENGE                                               |
| 2019.5.18  | 哲哲 เจ๋อเจ๋อ             | 怎麼跟泰國人談戀愛？愛情建議？泰國文化禁忌？ft 阿兜仔不教美語 【哲哲泰愛嘴 EP1】◐ 哲哲 เจ๋อเจ๋อ                                    |

### 廣告
| 年份   | 合作單位             | 作品名稱                                                               |
| ------ | -------------------- | ---------------------------------------------------------------------- |
| 2014年 | Acer                 | 《阿兜仔有教無累》                                                     |
| 2014年 | Pchome               | 《台灣網路購物（On-line Shopping）                                     |
| 2016年 | 金門高粱酒           | 《阿兜仔 X 58金門高粱 (ADOGA x KINMEN KAOLIANG)》                      |
| 2016年 | 行政院環境保護署     | 《臺灣人的環保標章！（Taiwan Green Mark）》                            |
| 2016年 | 內政部移民署         | 《台灣新住民（ TAIWAN NEW RESIDENTS）》                                |
| 2017年 | McDonald's           | 《數來寶〈薯來堡〉PK》                                                 |
| 2017年 | 台灣糖業公司         | 台糖蜆精                                                               |
| 2017年 | 熊之啤酒             | 《世大運隱藏版加碼賽，黑素斯v.s.夢多夏日大對決！？》                   |
| 2018年 | 臺北市政府觀光傳播局 | 2018臺北燈節推廣影片 《想不到腳本！怎麼辦？ Me he quedado en blanco 》 |
| 2018年 | 約翰走路             | 黑•雪莉翻玩Bar特別企劃                                                 |

### 媒體
| 年份   | 身分       | 單位                 | 名稱 |
| ------ | ---------- | -------------------- | --- |
| 2015年 | 來賓       | 康熙來了             | 《2015.06.01康熙來了 他們是網路世界璀璨的一顆星》                                                                                                   |
| 2015年 | 來賓       | 康熙來了             | 《2015.07.09康熙來了 意想不到的老外台灣物品購物慾》                                                                                                 |
| 2015年 | 來賓       | 雅典納轟趴           | 《2015.12.19雅典納轟趴 台灣人放過我 ！懶得回你趴！》                                                                                                |
| 2015年 | 主持人     | 東森電視             | 《黑素斯の熱吵店》 |
| 2017年 | 來賓       | 臺北市政府產業發展局 | 世界網紅在臺北 用美食環遊世界Taste the World in Taipei                                                                                              |
| 2017年 | 來賓       | 中國國民黨           | 《Tell Me餵什麼？》專訪 |
| 2017年 | 來賓       | 東森新聞真心話       | 《從心發現‧新住民》專訪 |
| 2018年 | 來賓       | 2分之一強            | 《羨慕嫉妒恨！外國福利好到讓人想移民！沒錢買房政府送給你？！》                                                                                      |
| 2018年 | 來賓       | 2分之一強            | 《出國是來玩還是來鬧？注意！「這些行為」當心被老外白眼！》                                                                                          |
| 2019年 | 來賓       | 2分之一強            | 《羨慕嫉妒恨！外國福利好到讓人想移民！沒錢買房政府送給你？！》                                                                                      |
| 2019年 | 時事評論員 | 年代向錢看           | 《獨!川普.習近平對幹!習近平貿易戰吃排頭找人出氣?!習近平”中國人不打中國人”源自毛澤東?!網紅老外阿黑單挑五毛?!【年代向錢看】190402》                   |
| 2019年 | 時事評論員 | 年代向錢看           | 《獨！東區倒店潮揭秘！高房價是大毒害！倒店潮後就是政權倒台潮！美國白垃圾送川普進白宮！愛台網紅阿黑就是討厭別人說台灣是鬼島！【年代向錢看】 190405》 |
| 2019年 | 時事評論員 | 年代向錢看           | 《獨!川普貿易戰一周年完勝習近平!”致命中國”出現政經殺機?!台美斷交後蔣經國想發展核武?黑素斯眼中的台灣如此美好…【年代向錢看】190411》                  |

### MV
| 年份   | 類型 | 單位     | 名稱                   |
| ------ | ---- | -------- | ---------------------- |
| 2018年 | 客串 | 福茂唱片 | 李玉璽《Sing with me》 |

### 演講
| 年份   | 單位     | 名稱         |
| ------ | -------- | ------------ |
| 2016年 | TEDxNCCU | 《文化差異》 |

## 外部連結
- 阿兜仔不教美語 (黑素斯Jesus)的Facebook專頁
- 黑素斯 Jesus的Instagram帳戶
- Jesus Sandoval的X（前Twitter）